# Paraeboria
Paraebória jeniseica, és una espècie d'aranya araneomorfa de la subfamília Erigoninae, dins de la família Linyphiidae. És l'únic membre del gènere monotípic Paraebória .
És un endemisme de la part asiàtica de Rússia. És sinònim de l'espècie Typhochrestus jeniseicus (Ieskov, 1981)
Fou descrit per primera vegada per Kiril Ieskov l'any 1990,